# Herbert Fensterheim
Herbert Fensterheim (* 22. Juli 1921 in New York City; † 18. September 2011 ebenda) war ein Professor für klinische Psychologie an der Cornell University.

## Leben
1958 erwarb er seinen Ph. D. an der Graduate School of Arts and Science der New York University über das Thema An experimental study of the relationship between overt behavior and perceptual behavior in schizophrenia. 
1968 heiratete er die 1992 verstorbene Jean Baer, mit der er mehrere psychologische Ratgeberbücher schrieb, die ins Deutsche und andere Sprachen übersetzt wurden. Fensterheim hatte mehr als zwanzig Jahre eine eigene Praxis in Manhattan. Außerdem schrieb er Fachartikel in psychologischen Zeitschriften.

## Veröffentlichungen
- 1958: An experimental study of the relationship between overt behavior and perceptual behavior in schizophrenia (Dissertation)
- 1971: Help without psychoanalysis, Stein and Day, mit Lawrence G. Blochman
- 1977: Sag nicht ja, wenn du nein sagen willst, Mosaik Verlag, ISBN 3-570-07650-4 (Don't say yes when you want to say no, 1975, ISBN 0440154138), mit Jean Baer
- 1980: Leben ohne Angst, Mosaik-Verlag, ISBN 3-570-01257-3, oder Das Anti-Angst-Training (Mosaik-Verlag, 1988, ISBN 3-570-01257-3) (Stop running scared!), mit Jean Baer
- 1983: Behavioral psychotherapy, basic principles and case studies in an integrative clinical model, Brunner/Mazel, mit Howard I Glazer
- 1987: Leben ohne Angst, Goldmann, ISBN 978-3442113439.
- 1989 Was tun, wenn alles schiefgeht?, Mosaik-Verlag (Making Life Right When It Feels All Wrong, Macmillan, 1988), mit Jean Baer